# Cronquists system
Cronquists system er en måde at klassificere de dækfrøede planter (Angiospermae). Systemet blev udviklet af Arthur Cronquist i hans to værker: An Integrated System of Classification of Flowering Plants (1981) og The Evolution and Classification of Flowering Plants (1968; 2e, 1988).
Cronquists system anbringer de dækfrøede planter i to klasser, Enkimbladede og Tokimbladede. Beslægtede ordener anbringes i underklasser.
Systemet er stort set opgivet i dag, hvor forskellige varianter af fylogenetisk systematik bruges næsten overalt.
- Magnoliophyta (= dækfrøede planter)
klasse Magnoliopsida (= Tokimbladede)
underklasse I. Magnoliidae
orden 1. Magnoliales
familie 1. Winteraceae
familie 2. Degeneriaceae
familie 3. Himantandraceae
familie 4. Eupomatiaceae
familie 5. Austrobaileyaceae
familie 6. Magnoliaceae
familie 7. Lactoridaceae
familie 8. Annonaceae
familie 9. Myristicaceae
familie 10. Canellaceae
orden 2. Laurales
familie 1. Amborellaceae
familie 2. Trimeniaceae
familie 3. Monimiaceae
familie 4. Gomortegaceae
familie 5. Calycanthaceae
familie 6. Idiospermaceae
familie 7. Lauraceae
familie 8. Hernandiaceae
orden 3. Piperales
familie 1. Chloranthaceae
familie 2. Saururaceae
familie 3. Piperaceae
orden 4. Aristolochiales
familie 1. Aristolochiaceae
orden 5. Illiciales
familie 1. Illiciaceae
familie 2. Schisandraceae
orden 6. Nymphaeales
familie 1. Nelumbonaceae
familie 2. Nymphaeaceae
familie 3. Barclayaceae
familie 4. Cabombaceae
familie 5. Ceratophyllaceae
orden 7. Ranunculales
familie 1. Ranunculaceae
familie 2. Circaeasteraceae
familie 3. Berberidaceae
familie 4. Sargentodoxaceae
familie 5. Lardizabalaceae
familie 6. Menispermaceae
familie 7. Coriariaceae
familie 8. Sabiaceae
orden 8. Papaverales
familie 1. Papaveraceae
familie 2. Fumariaceae
underklasse II. Hamamelidae [sic]
orden 1. Trochodendrales
familie 1. Tetracentraceae
familie 2. Trochodendraceae
orden 2. Hamamelidales
familie 1. Cercidiphyllaceae
familie 2. Eupteleaceae
familie 3. Platanaceae
familie 4. Hamamelidaceae
familie 5. Myrothamnaceae
orden 3. Daphniphyllales
familie 1. Daphniphyllaceae
orden 4. Didymelales
familie 1. Didymelaceae
orden 5. Eucommiales
familie 1. Eucommiaceae
orden 6. Urticales
familie 1. Barbeyaceae
familie 2. Ulmaceae
familie 3. Cannabaceae
familie 4. Moraceae
familie 5. Cecropiaceae
familie 6. Urticaceae
orden 7. Leitneriales
familie 1. Leitneriaceae
orden 8. Juglandales
familie 1. Rhoipteleaceae
familie 2. Juglandaceae
orden 9. Myricales
familie 1. Myricaceae
orden 10. Fagales
familie 1. Balanopaceae
familie 2. Fagaceae
familie 3. Betulaceae
orden 11. Casuarinales
familie 1. Casuarinaceae
underklasse III. Caryophyllidae
orden 1. Caryophyllales
familie 1. Phytolaccaceae
familie 2. Achatocarpaceae
familie 3. Nyctaginaceae
familie 4. Aizoaceae
familie 5. Didiereaceae
familie 6. Cactaceae
familie 7. Chenopodiaceae
familie 8. Amaranthaceae
familie 9. Portulacaceae
familie 10. Basellaceae
familie 11. Molluginaceae
familie 12. Caryophyllaceae
orden 2. Polygonales
familie 1. Polygonaceae
orden 3. Plumbaginales
familie 1. Plumbaginaceae
underklasse IV. Dilleniidae
orden 1. Dilleniales
familie 1. Dilleniaceae
familie 2. Paeoniaceae
orden 2. Theales
familie 1. Ochnaceae
familie 2. Sphaerosepalaceae
familie 3. Sarcolaenaceae
familie 4. Dipterocarpaceae
familie 5. Caryocaraceae
familie 6. Theaceae
familie 7. Actinidiaceae
familie 8. Theaceae
familie 9. Scytopetalaceae
familie 10. Tetrameristaceae
familie 11. Pellicieraceae
familie 12. Oncothecaceae
familie 13. Marcgraviaceae
familie 14. Quiinaceae
familie 15. Elatinaceae
familie 16. Paracryphiaceae
familie 17. Medusagynaceae
familie 18. Clusiaceae
orden 3. Malvales
familie 1. Elaeocarpaceae
familie 2. Tiliaceae
familie 3. Sterculiaceae
familie 4. Bombacaceae
familie 5. Malvaceae
orden 4. Lecythidales
familie 1. Lecythidaceae
orden 5. Nepenthales
familie 1. Sarraceniaceae
familie 2. Nepenthaceae
familie 3. Droseraceae
orden 6. Violales
familie 1. Flacourtiaceae
familie 2. Peridiscaceae
familie 3. Bixaceae
familie 4. Cistaceae
familie 5. Huaceae
familie 6. Lacistemataceae
familie 7. Scyphostegiaceae
familie 8. Stachyuraceae
familie 9. Violaceae
familie 10. Tamaricaceae
familie 11. Frankeniaceae
familie 12. Dioncophyllaceae
familie 13. Ancistrocladaceae
familie 14. Turneraceae
familie 15. Malesherbiaceae
familie 16. Passifloraceae
familie 17. Achariaceae
familie 18. Caricaceae
familie 19. Fouquieriaceae
familie 20. Hoplestigmataceae
familie 21. Cucurbitaceae
familie 22. Datiscaceae
familie 23. Begoniaceae
familie 24. Loasaceae
orden 7. Salicales
familie 1. Salicaceae
orden 8. Capparales
familie 1. Tovariaceae
familie 2. Capparaceae
familie 3. Brassicaceae
familie 4. Moringaceae
familie 5. Resedaceae
orden 9. Batales
familie 1. Gyrostemonaceae
familie 2. Bataceae
orden 10. Ericales
familie 1. Cyrillaceae
familie 2. Clethraceae
familie 3. Grubbiaceae
familie 4. Empetraceae
familie 5. Epacridaceae
familie 6. Ericaceae
familie 7. Pyrolaceae
familie 8. Monotropaceae
orden 11. Diapensiales
familie 1. Diapensiaceae
orden 12. Ebenales
familie 1. Sapotaceae
familie 2. Ebenaceae
familie 3. Styracaceae
familie 4. Lissocarpaceae
familie 5. Symplocaceae
orden 13. Primulales
familie 1. Theophrastaceae
familie 2. Myrsinaceae
familie 3. Primulaceae
underklasse V. Rosidae
orden 1. Rosales
familie 1. Brunelliaceae
familie 2. Connaraceae
familie 3. Eucryphiaceae
familie 4. Cunoniaceae
familie 5. Davidsoniaceae
familie 6. Dialypetalanthaceae
familie 7. Pittosporaceae
familie 8. Byblidaceae
familie 9. Hydrangeaceae
familie 10. Columelliaceae
familie 11. Grossulariaceae
familie 12. Greyiaceae
familie 13. Bruniaceae
familie 14. Anisophylleaceae
familie 15. Alseuosmiaceae
familie 16. Crassulaceae
familie 17. Cephalotaceae
familie 18. Saxifragaceae
familie 19. Rosaceae
familie 20. Neuradaceae
familie 21. Crossosomataceae
familie 22. Chrysobalanaceae
familie 23. Surianaceae
familie 24. Rhabdodendraceae
orden 2. Fabales
familie 1. Mimosaceae
familie 2. Caesalpiniaceae
familie 3. Fabaceae
orden 3. Proteales
familie 1. Elaeagnaceae
familie 2. Proteaceae
orden 4. Podostemales
familie 1. Podostemaceae
orden 5. Haloragales
familie 1. Haloragaceae
familie 2. Gunneraceae
orden 6. Myrtales
familie 1. Sonneratiaceae
familie 2. Lythraceae
familie 3. Penaeaceae
familie 4. Crypteroniaceae
familie 5. Thymelaeaceae
familie 6. Trapaceae
familie 7. Myrtaceae
familie 8. Punicaceae
familie 9. Onagraceae
familie 10. Oliniaceae
familie 11. Melastomataceae
familie 12. Combretaceae
orden 7. Rhizophorales
familie 1. Rhizophoraceae
orden 8. Cornales
familie 1. Alangiaceae
familie 2. Nyssaceae
familie 1. Cornaceae
familie 2. Garryaceae
orden 9. Santalales
familie 1. Medusandraceae
familie 2. Dipentodontaceae
familie 3. Olacaceae
familie 4. Opiliaceae
familie 5. Santalaceae
familie 6. Misodendraceae
familie 7. Loranthaceae
familie 8. Viscaceae
familie 9. Eremolepidaceae
familie 10. Balanophoraceae
orden 10. Rafflesiales
familie 1. Hydnoraceae
familie 2. Mitrastemonaceae
familie 3. Rafflesiaceae
orden 11. Celastrales
familie 1. Geissolomataceae
familie 2. Celastraceae
familie 3. Hippocrateaceae
familie 4. Stackhousiaceae
familie 5. Salvadoraceae
familie 6. Aquifoliaceae
familie 7. Icacinaceae
familie 8. Aextoxicaceae
familie 9. Cardiopteridaceae
familie 10. Corynocarpaceae
familie 11. Dichapetalaceae
orden 12. Euphorbiales
familie 1. Buxaceae
familie 2. Simmondsiaceae
familie 3. Pandaceae
familie 4. Euphorbiaceae
orden 13. Rhamnales
familie 1. Rhamnaceae
familie 2. Leeaceae
familie 3. Vitaceae
orden 14. Linales
familie 1. Erythroxylaceae
familie 2. Humiriaceae
familie 3. Ixonanthaceae
familie 4. Hugoniaceae
familie 5. Linaceae
orden 15. Polygalales
familie 1. Malpighiaceae
familie 2. Vochysiaceae
familie 3. Trigoniaceae
familie 4. Tremandraceae
familie 5. Polygalaceae
familie 6. Xanthophyllaceae
familie 7. Krameriaceae
orden 16. Sapindales
familie 1. Staphyleaceae
familie 2. Melianthaceae
familie 3. Bretschneideraceae
familie 4. Akaniaceae
familie 5. Sapindaceae
familie 6. Hippocastanaceae
familie 7. Aceraceae
familie 8. Burseraceae
familie 9. Anacardiaceae
familie 10. Julianiaceae
familie 11. Simaroubaceae
familie 12. Cneoraceae
familie 13. Meliaceae
familie 14. Rutaceae
familie 15. Zygophyllaceae
orden 17. Geraniales
familie 1. Oxalidaceae
familie 2. Geraniaceae
familie 3. Limnanthaceae
familie 4. Tropaeolaceae
familie 5. Balsaminaceae
orden 18. Apiales
familie 1. Araliaceae
familie 2. Apiaceae
underklasse VI. Asteridae
orden 1. Gentianales
familie 1. Loganiaceae
familie 2. Retziaceae
familie 3. Gentianaceae
familie 4. Saccifoliaceae
familie 5. Apocynaceae
familie 6. Asclepiadaceae
orden 2. Solanales
familie 1. Duckeodendraceae
familie 2. Nolanaceae
familie 3. Solanaceae
familie 4. Convolvulaceae
familie 5. Cuscutaceae
familie 6. Menyanthaceae
familie 7. Polemoniaceae
familie 8. Hydrophyllaceae
orden 3. Lamiales
familie 1. Lennoaceae
familie 2. Boraginaceae
familie 3. Verbenaceae
familie 4. Lamiaceae
orden 4. Callitrichales
familie 1. Hippuridaceae
familie 2. Callitrichaceae
familie 3. Hydrostachyaceae
orden 5. Plantaginales
familie 1. Plantaginaceae
orden 6. Scrophulariales
familie 1. Buddlejaceae
familie 2. Oleaceae
familie 3. Scrophulariaceae
familie 4. Globulariaceae
familie 5. Myoporaceae
familie 6. Orobanchaceae
familie 7. Gesneriaceae
familie 8. Acanthaceae
familie 9. Pedaliaceae
familie 10. Bignoniaceae
familie 11. Mendonciaceae
familie 12. Lentibulariaceae
orden 7. Campanulales
familie 1. Pentaphragmataceae
familie 2. Sphenocleaceae
familie 3. Campanulaceae
familie 4. Stylidiaceae
familie 5. Donatiaceae
familie 6. Brunoniaceae
familie 7. Goodeniaceae
orden 8. Rubiales
familie 1. Rubiaceae
familie 2. Theligonaceae
orden 9. Dipsacales
familie 1. Caprifoliaceae
familie 2. Adoxaceae
familie 3. Valerianaceae
familie 4. Dipsacaceae
orden 10. Calycerales
familie 1. Calyceraceae
orden 11. Asterales
familie 1. Asteraceae
klasse Liliopsida (= Enkimbladede) 
underklasse I. Alismatidae
orden 1. Alismatales
familie 1. Butomaceae
familie 2. Limnocharitaceae
familie 3. Alismataceae
orden 2. Hydrocharitales
familie 1. Hydrocharitaceae
orden 3. Najadales
familie 1. Aponogetonaceae
familie 2. Scheuchzeriaceae
familie 3. Juncaginaceae
familie 4. Potamogetonaceae
familie 5. Ruppiaceae
familie 6. Najadaceae
familie 7. Zannichelliaceae
familie 8. Posidoniaceae
familie 9. Cymodoceaceae
familie 10. Zosteraceae
orden 4. Triuridales
familie 1. Petrosaviaceae
familie 2. Triuridaceae
underklasse II. Arecidae
orden 1. Arecales
familie 1. Arecaceae
orden 2. Cyclanthales
familie 1. Cyclanthaceae
orden 3. Pandanales
familie 1. Pandanaceae
orden 4. Arales
familie 1. Araceae
familie 2. Lemnaceae
underklasse III. Commelinidae
orden 1. Commelinales
familie 1. Rapateaceae
familie 2. Xyridaceae
familie 3. Mayacaceae
familie 4. Commelinaceae
orden 2. Eriocaulales
familie 1. Eriocaulaceae
orden 3. Restionales
familie 1. Flagellariaceae
familie 2. Joinvilleaceae
familie 3. Restionaceae
familie 4. Centrolepidaceae
orden 4. Juncales
familie 1. Juncaceae
familie 2. Thurniaceae
orden 5. Cyperales
familie 1. Cyperaceae
familie 2. Poaceae
orden 6. Hydatellales
familie 1. Hydatellaceae
orden 7. Typhales
familie 1. Sparganiaceae
familie 2. Typhaceae
underklasse IV. Zingiberidae
orden 1. Bromeliales
familie 1. Bromeliaceae
orden 2. Zingiberales
familie 1. Strelitziaceae
familie 2. Heliconiaceae
familie 3. Musaceae
familie 4. Lowiaceae
familie 5. Zingiberaceae
familie 6. Costaceae
familie 7. Cannaceae
familie 8. Marantaceae
underklasse V. Liliidae
orden 1. Liliales
familie 1. Philydraceae
familie 2. Pontederiaceae
familie 3. Haemodoraceae
familie 4. Cyanastraceae
familie 5. Liliaceae
familie 6. Iridaceae
familie 7. Velloziaceae
familie 8. Aloeaceae
familie 9. Agavaceae
familie 10. Xanthorrhoeaceae
familie 11. Hanguanaceae
familie 12. Taccaceae
familie 13. Stemonaceae
familie 14. Smilacaceae
familie 15. Dioscoreaceae
orden 2. Orchidales
familie 1. Geosiridaceae
familie 2. Burmanniaceae
familie 3. Corsiaceae
familie 4. Orchidaceae